# 武田隆夫
武田 隆夫（たけだ　たかお、1916年6月26日 － 1986年10月11日）は、日本の経済学者、東京大学名誉教授。マルクス経済学専攻。

## 来歴
長野県小県郡西塩田村（現上田市）出身。気象台勤務の父の転勤で旧制台北第一中学校、台北高等学校を経て、1939年東京帝国大学経済学部卒。大内兵衛に師事。東京大学助教授、1952年教授。1967年学部長。1977年定年退官、名誉教授、東京経済大学教授。地方財政審議会長。

## 著書
- 財政と財政学 東京大学出版会 1985.6

## 共著編
- 近代財政の理論 その批判的解明 遠藤湘吉、大内力共著 時潮社 1955
- 財政学 大内兵衛共著 弘文堂 1955（経済学全集）
- 経済学演習講座 9 財政学 鈴木武雄共編 青林書院 1956
- 現代日本資本主義大系 第5巻 財政 弘文堂 1958
- 財政学 1-2 鈴木武雄共編 青林書院 1960-61（新経済学演習講座）
- 帝国主義論 遠藤湘吉共編 東京大学出版会 1961-65（経済学大系）
- 日本財政要覧 林健久、今井勝人共編 東京大学出版会 1977.10
- 現代日本の財政金融 1-3　林健久共編 東京大学出版会 1978-86（東京大学産業経済研究叢書）

## 翻訳
- 革命と反革命 マルクス、エンゲルス 1955（岩波文庫）
- 経済学批判 マルクス 1956（岩波文庫）
- イギリスにおける労働階級の状態 マルクス・エンゲルス選集 第2巻 新潮社 1960